# Belizejski koralni greben
Belizejski koralni greben je vrsta koralnih grebenov, ki segajo na obalo Belizeja, približno 300 metrov od obale na severu in 40 kilometrov na jugu znotraj meja države. Belizejski koralni greben je 300 kilometrov dolg odsek 900 kilometrov dolgega sistema mezoameriških koralnih grebenov, ki poteka od Cancúna na severovzhodni konici polotoka Jukatan skozi Riviero Maja in navzdol v Honduras, zaradi česar je drugi največji sistem koralnih grebenov na svetu za Velikim koralnim grebenom v Avstraliji. Je najboljša turistična destinacija Belizeja, priljubljena za potapljanje in snorkljanje z masko in pritegne skoraj polovico od 260.000 obiskovalcev. Prav tako je ključnega pomena za ribiško industrijo v državi.
Charles Darwin ga je leta 1842 opisal kot »najčudovitejši greben v Zahodni Indiji«.
Poleg pregradnega grebena se ponaša tudi s tremi različnimi karibskimi atoli: atol Turneffe, Gloverjev greben in greben Lighthouse. Lighthouse Reef je najbolj vzhodno potapljaško območje v Belizeju, kjer je Velika modra luknja, ki jo je proslavil Jacques-Yves Cousteau leta 1970; Atol Turneffe leži neposredno vzhodno od mesta Belize in je temu mestu najbližji atol. Ti različni grebeni ponujajo raznolike možnosti potapljanja, ki vključujejo stene, vrhove in ravnine grebenov, ki se nahajajo na ogromnem območju morja.

#### Vrste
Belizejski koralni greben je dom velike raznolikosti rastlin in živali ter je eden najbolj raznolikih ekosistemov na svetu:
- 70 vrst trdih koral
- 36 vrst mehkih koral
- 500 vrst rib
- na stotine vrst nevretenčarjev

Približno 90 % grebena še ni raziskanega, nekateri ocenjujejo, da je bilo odkritih le 10 % vseh vrst.

## Varstvo okolja
Velik del grebena je zaščiten s sistemom Belize Barrier Reef Reserve System, ki vključuje sedem morskih rezervatov, 450 cayes in tri atole. Skupno obsega 960 kvadratnih kilometrov, vključno z:
- Morski rezervat Gloverjev greben
- Velika modra luknja
- Morski rezervat South Water Caye
- Naravni spomenik Half Moon Caye
- Morski rezervat Hol Chan
- Cayes so: Ambergris Caye, Caye Caulker, Caye Chapel, Carrie Bow Caye, St. George's Caye, English Caye, Rendezvous Caye, Gladden Caye, Ranguana Caye, Long Caye, Moho Caye, Blackbird Caye, Three Corner Caye, Northern Caye, Tobacco Caye in Sandbore Caye.

Leta 1996 je bil sistem rezervatov razglašen za območje Unescove svetovne dediščine zaradi svoje ranljivosti in dejstva, da vsebuje najpomembnejše in najpomembnejše naravne habitate za in situ ohranjanje biološke raznovrstnosti (po merilih VII, IX in X).
Belize je decembra 2010 postal prva država na svetu, ki je popolnoma prepovedala ribolov s pridneno vlečno mrežo. Decembra 2015 je Belize prepovedal vrtanje nafte na morju znotraj 1 km od Koralnega grebena.
Kljub tem zaščitnim ukrepom je greben še vedno ogrožen zaradi oceanskega onesnaženja ter nenadzorovanega turizma, ladijskega prometa in ribolova. Druge grožnje vključujejo orkane, skupaj z globalnim segrevanjem in posledično zvišanjem temperatur oceanov, kar povzroča beljenje koral. Znanstveniki trdijo, da je bilo od leta 1998 poškodovanih več kot 40 % koralnega grebena v Belizeju.
Belizejski koralni greben so prizadeli dogodki množičnega beljenja. Po poročilu Inštituta za upravljanje obalnih območij v Belizeju se je prvo množično beljenje zgodilo leta 1995, z ocenjeno smrtnostjo 10 odstotkov koralnih kolonij. Drugi dogodek množičnega beljenja se je zgodil, ko je leta 1998 udaril orkan Mitch. Biologi so opazili 48-odstotno zmanjšanje pokrova živih koral v sistemu grebenov v Belizeju.
Običajno je težko ločiti, ali so razlog za beljenje koral človeške dejavnosti ali naravni vzroki, kot so nevihte ali bakterijska nihanja. V primeru Belizejskega koralnega grebena številni dejavniki, ki otežujejo razlikovanje, ne veljajo. Človeška populacija na tem območju je veliko bolj redka kot na ustreznih območjih v bližini drugih koralnih grebenov, zato sta človeška dejavnost in onesnaženje veliko manjša v primerjavi z drugimi koralnimi grebeni, sistem grebenov v Belizeju pa je na veliko bolj zaprtem območju.
Ko pride do beljenja koral, velik del koral odmre, preostali del ekosistema pa začne proces popravljanja škode. Toda možnosti za ozdravitev so majhne, saj korale, ki so pobeljene, postanejo veliko bolj občutljive na bolezni. Bolezen pogosto ubije več koral kot samo beljenje. Z nenehnim beljenjem bo imel koralni greben le malo ali nič možnosti za okrevanje.

## Galerija
- Zelena morska želva z ribo remora na hrbtu
- Pogled od blizu na greben
- Območje koralnega grebena
- Snorklanje
- Pahljačaste korale